# Campionati tedeschi di sci alpino 2017
I Campionati tedeschi di sci alpino 2017 si sono svolti a Bischofswiesen, Pass Thurn (in Austria) e Saalbach-Hinterglemm (in Austria) dal 24 marzo al 9 aprile. Il programma prevedeva gare di discesa libera, supergigante, slalom gigante, slalom speciale e combinata, tutte sia maschili sia femminili, ma la discesa libera maschile, la discesa libera femminile, il supergigante femminile e la combinata femminile sono state annullate.
Trattandosi di competizioni valide anche ai fini del punteggio FIS, vi hanno partecipato anche sciatori di altre federazioni, senza che questo consentisse loro di concorrere al titolo nazionale tedesco.

## Risultati

### Uomini
La gara, originariamente in programma a Garmisch-Partenkirchen e in seguito a Saalbach-Hinterglemm il 2 aprile, è stata annullata.

#### Supergigante
| Pos. | Atleta               | Nazione  | Tempo   |
| ---- | -------------------- | -------- | ------- |
| 1    | Niklas Köck          | Austria  | 0:56,25 |
| 2    | Josef Ferstl         | Germania | 0:56,39 |
| 3    | Christopher Neumayer | Austria  | 0:56,60 |
| 4    | Dominik Schwaiger    | Germania | 0:56,73 |
| 5    | Klemen Kosi          | Slovenia | 0:56,83 |
| 6    | Michael Offenhauser  | Austria  | 0:57,08 |
| 7    | Andreas Sander       | Germania | 0:57,17 |
| 8    | Otmar Striedinger    | Austria  | 0:57,24 |
| 9    | Manuel Schmid        | Germania | 0:57,47 |
| 10   | Frederic Berthold    | Austria  | 0:57,57 |

Data: 1º aprile

Località: Saalbach-Hinterglemm (Austria)

Ore: 

Pista: 

Partenza: 1 542 m s.l.m.

Arrivo: 1 060 m s.l.m.

Dislivello: 482 m

Tracciatore: Christian Schwaiger

#### Slalom gigante
| Pos. | Atleta               | Nazione  | Tempo   |
| ---- | -------------------- | -------- | ------- |
| 1    | Christian Hirschbühl | Austria  | 1:51,65 |
| 2    | Thomas Hettegger     | Austria  | 1:52,01 |
| 3    | Daniel Meier         | Austria  | 1:52,14 |
| 4    | Hannes Zingerle      | Italia   | 1:52,17 |
| 5    | Johannes Strolz      | Austria  | 1:52,21 |
| 6    | Marco Schwarz        | Austria  | 1:52,35 |
| 7    | Michael Matt         | Austria  | 1:52,36 |
| 8    | Linus Straßer        | Germania | 1:52,72 |
| 9    | Mathias Graf         | Austria  | 1:52,79 |
| 10   | Dominik Raschner     | Austria  | 1:52,85 |
|      |                      |          |         |
| 13   | Georg Hegele         | Germania | 1:53,66 |
| 14   | Simon Jocher         | Germania | 1:53,84 |

Data: 9 aprile

Località: Pass Thurn (Austria)

1ª manche:

Ore: 10.30 (UTC+1)

Pista: 

Partenza: 1 774 m s.l.m.

Arrivo: 1 496 m s.l.m.

Dislivello: 278 m

Tracciatore: Andreas Omminger
2ª manche:

Ore: 13.00 (UTC+1)

Pista: 

Partenza: 1 774 m s.l.m.

Arrivo: 1 496 m s.l.m.

Dislivello: 278 m

Tracciatore: Daniel Fischer

#### Slalom speciale
| Pos. | Atleta              | Nazione     | Tempo   |
| ---- | ------------------- | ----------- | ------- |
| 1    | Linus Straßer       | Germania    | 1:24,26 |
| 2    | Dominik Stehle      | Germania    | 1:24,36 |
| 3    | Dominik Raschner    | Austria     | 1:25,27 |
| 4    | Dalibor Šamšal      | Ungheria    | 1:25,64 |
| 5    | Fabio Gstrein       | Austria     | 1:25,80 |
| 6    | Stefan Luitz        | Germania    | 1:25,96 |
| 7    | Steffan Winkelhorst | Paesi Bassi | 1:26,02 |
| 8    | Mathias Graf        | Austria     | 1:26,12 |
| 9    | Adrian Meisen       | Germania    | 1:26,29 |
| 10   | Philipp Schmid      | Germania    | 1:26,31 |

Data: 26 marzo

Località: Bischofswiesen

1ª manche:

Ore: 

Pista: 

Partenza: 1 325 m s.l.m.

Arrivo: 1 165 m s.l.m.

Dislivello: 160 m

Tracciatore: Hannes Wagner
2ª manche:

Ore: 

Pista: 

Partenza: 1 325 m s.l.m.

Arrivo: 1 165 m s.l.m.

Dislivello: 160 m

Tracciatore: Robert Füß

#### Combinata
| Pos. | Atleta         | Nazione  | Tempo   |
| ---- | -------------- | -------- | ------- |
| 1    | Linus Straßer  | Germania | 1:43,35 |
| 2    | Thomas Dreßen  | Germania | 1:44,01 |
| 3    | Anton Tremmel  | Germania | 1:44,47 |
| 4    | Istok Rodeš    | Croazia  | 1:44,74 |
| 5    | Simon Jocher   | Germania | 1:44,78 |
| 6    | Anton Grammel  | Germania | 1:45,61 |
| 7    | Niklas Köck    | Austria  | 1:45,73 |
| 8    | Andreas Sander | Germania | 1:46,51 |
| 9    | Philipp Porwol | Germania | 1:46,55 |
| 10   | Heiner Längst  | Germania | 1:46,65 |

Data: 1º aprile

Località: Saalbach-Hinterglemm (Austria)

1ª manche:

Ore: 

Pista: 

Partenza: 1 542 m s.l.m.

Arrivo: 1 060 m s.l.m.

Dislivello: 482 m

Tracciatore: Christian Schwaiger
2ª manche:

Ore: 11.20

Pista: 

Partenza: 

Arrivo: 

Dislivello: 

Tracciatore: Markus Eberle

### Donne

#### Discesa libera
La gara, in programma a Saalbach-Hinterglemm il 31 marzo, è stata annullata.

#### Supergigante
La gara, in programma a Saalbach-Hinterglemm il 30 marzo, è stata annullata.

#### Slalom gigante
| Pos. | Atleta                  | Nazione     | Tempo   |
| ---- | ----------------------- | ----------- | ------- |
| 1    | Susanne Weinbuchner     | Germania    | 2:13,03 |
| 2    | Maryna Gąsienica-Daniel | Polonia     | 2:13,11 |
| 3    | Leona Popović           | Croazia     | 2:13,55 |
| 4    | Adriana Jelínková       | Paesi Bassi | 2:13,61 |
| 5    | Lucia Rispler           | Germania    | 2:13,65 |
| 6    | Patrizia Dorsch         | Germania    | 2:14,30 |
| 7    | Martina Willibald       | Germania    | 2:14,35 |
| 8    | Kateřina Pauláthová     | Rep. Ceca   | 2:14,39 |
| 9    | Maren Wiesler           | Germania    | 2:14,49 |
| 10   | Christiane Winkler      | Germania    | 2:14,99 |

Data: 24 marzo

Località: Bischofswiesen

1ª manche:

Ore: 

Pista: 

Partenza: 1 170 m s.l.m.

Arrivo: 880 m s.l.m.

Dislivello: 290 m

Tracciatore: Pascal Hasler
2ª manche:

Ore: 

Pista: 

Partenza: 1 170 m s.l.m.

Arrivo: 880 m s.l.m.

Dislivello: 290 m

Tracciatore: Simon Sengele

#### Slalom speciale
| Pos. | Atleta               | Nazione     | Tempo   |
| ---- | -------------------- | ----------- | ------- |
| 1    | Christina Geiger     | Germania    | 1:33,68 |
| 2    | Martina Dubovská     | Rep. Ceca   | 1:33,75 |
| 3    | Adriana Jelínková    | Paesi Bassi | 1:34,85 |
| 4    | Marina Wallner       | Germania    | 1:34,94 |
| 5    | Julia Dygruber       | Austria     | 1:35,22 |
| 6    | Hannah Köck          | Austria     | 1:35,30 |
| 7    | Susanne Weinbuchner  | Germania    | 1:35,99 |
| 8    | Anne Kissling        | Germania    | 1:37,12 |
| 9    | Leona Popović        | Croazia     | 1:37,33 |
| 10   | Melanie Niederdorfer | Austria     | 1:37,72 |

Data: 8 aprile

Località: Pass Thurn (Austria)

1ª manche:

Ore: 9.00 (UTC+1)

Pista: 

Partenza: 1 890 m s.l.m.

Arrivo: 1 716 m s.l.m.

Dislivello: 174 m

Tracciatore: Josef Steckermeier
2ª manche:

Ore: 11.45 (UTC+1)

Pista: 

Partenza: 1 890 m s.l.m.

Arrivo: 1 716 m s.l.m.

Dislivello: 174 m

Tracciatore: Tobias Lux

#### Combinata
La gara, in programma a Saalbach-Hinterglemm il 31 marzo, è stata annullata.